# 달콤달콤 & 짜릿짜릿
《달콤달콤 & 짜릿짜릿》(일본어: 甘々と稲妻)는 아마가쿠레 키도의 만화이다. 코단샤의 잡지 굿! 애프터눈에서 본편은 2013년 3월호부터 2018년 9월호까지, 번외편은 2018년 10월호부터 2019년 1월호까지 연재했다. 일본에는 본편 56화, 번외편 5화를 합해 전 12권 총 61화로 나왔다. 대한민국에서는 2014년부터 2020년까지 출판사 삼양에서 12권 모두 발간했다. 대한민국에서는 투니버스에서 《달콤달콤 짜릿짜릿》이라는 제목으로 2017년 5월 18일부터 8월 3일까지 방영했다.

## 줄거리
반년 전에 아내와 사별한 고등학교 수학 교사 이누즈카 코헤이는 홀로 어린 딸 츠무기를 키우고 있었다. 반조리 식품과 외식으로 딸과 배를 채워가던 어느 날, 딸 츠무기와 함께 꽃놀이를 간 코헤이는 혼자 울면서 도시락을 먹는 여고생, 이이다 코토리를 만나게 되고, 그 모습을 보고 딸 츠무기에 푸짐한 식사를 먹이고 싶다는 생각에 사로잡혔다. 사건을 거쳐 이이다의 어머니가 경영하는 음식점 「메구미(恵)」를 찾아가게 되고, 이이다의 어머니가 부재인 가게에서, 교사, 그의 딸, 여고생의 먹방이 시작된다.

## 한국어판 목소리 출연
- 김신우: 이누즈카 코헤이
- 김채하: 이누즈카 츠무기
- 양정화: 이이다 코토리
- 김보영: 이이다 메구미
- 김새해: 코지카 시노부
- 박성태: 야기 유스케
- 김가령: 유카
- 이수진: 하나
- 정유정: 미키오
- 기타: 현경수, 손수호, 김지율